# Демократична република Афганистан
Демократична Pепублика Афганистан (на пущунски: دافغانستان دمکراتی جمهوریت; на персийски: جمهوری دمکراتی افغانستان) е политическа форма на управление в Афганистан от 1978 до 1992 г., политически и идеологически близка до Съветския съюз.

## Априлска революция
През 1978 г. лидерът на НДПА Мохамед Акбар Кхаибар е убит от политическата полиция на правителството на Мухаммед Дауд, докато други важни членове на НДПА са изпратени в изгнание, с изключение на Хафизулла Амин, който е поставен под домашен арест. Въпреки това, Амин успява да държи обединена НДПА и да планира преврат.
На 29 април 1978 г. Нур Мохаммад Тараки, Бабрак Кармал и Хафизулла Амин успяват да съборят режима на Мохамед Дауд, който бива убит на следващия ден заедно с цялото му семейство. Превратът, който успява благодарение на подкрепата на почти всички въоръжени сили, е наречен Априлска революция.
Народната демократична партия в последните тринадесет години е разделена в две фракции: фракция Кахк, която иска възможно най-бързо да превърне страната в комунистическа държава, и фракция Пачрам, която държи създаването на комунистическа държава да стане бавно и постепенно.
След преврата държавата е преименувана в Демократична република Афганистан, знамето на НДПА става официален флаг на страната, а Амин, лидер на фракцията Кахк, е избран за министър-председател и президент на републиката

## Реформи
Амин провежда следните реформи:
- държавен атеизъм
- задължение за мъжете да режат брадата си
- забрана на жените да носят бурка/фередже
- контролирано посещение на джамиите
- забрана на принудителните бракове и пределна възраст за сключване на брак
- аграрна реформа за преразпределяне на земята, за преминаване от феодална към социалистическа система
- индустриализация
- търговия със Съветския съюз
- въвеждането на училища и обществено образование и здравеопазване

## Опозиция
По време на своето съществуване Демократичната република Афганистан е разкъсвана от силна вътрешна опозиция, подкрепяна и от чужди сили: светските реформи, направени от Народно-демократическата партия на Афганистан НДПА, довеждат ислямските фундаменталисти, широко разпространени из цялата страна, да обявят комунистическия режим за „режим на безбожните атеисти“ и приканват вярващите да се разбунтуват срещу просъветския режим.
Бунтовниците, принадлежащи на най-различни политически фракции, обединени в единен фронт, наречен муджахидини, който се поддържа от Иран, Пакистан и Саудитска Арабия, започват истинска партизанска война. В същото време и САЩ започват да снабдяват с оръжия муджахидините. Като реакция Амин организира убийството на посланика на САЩ в Кабул, след което правителството на САЩ обявява, че няма да изпрати друг посланик, прекратявайки всички дипломатически отношения с правителството на Амин. Впоследствие Съветският съюз взема активно участие в конфликта.

## Икономика
Правителството на Тараки започва поземлена реформа на 1 януари 1979 г., която цели да ограничи количеството земя, която може да се държи от семейство. Тези, чиито земевладения надминавали лимита, били подлагани на реквизиция от правителството без компенсация. Афганистанските власти вярвали, че реформата ще се приеме добре сред селското население, докато отслабва властта на буржоазията.
Реформата е обявена като завършена през средата на 1979 г. и правителството заявява, че 665 000 хектара са били преразпределени. Също така правителството определя, че само 40 000 семейства или 4% от населението са били засегнати с отрицателен ефект от реформата.
Въпреки очакванията на правителството, реформата не е нито популярна, нито продуктивна. Земеделските реколти се сриват и реформата довежда то надигащо се недоволство сред афганистанците. Когато Тараки осъзнава нивото на хорското недоволство от реформата, той бързо изоставя тази политика. Въпреки това, поземлената реформа постепенно е въведена при по-късното управление на Кармал, но пропорциите на засегнатата земя е неизвестна.
По време на гражданската война и последвалата съветска война в Афганистан по-голямата част от инфраструктурата на страна е разрушена и нормалните модели на икономическа дейност са разбити. БВП на страната пада значително по време на управлението на Кармал, поради конфликта – търговията и транспортът са възпрепятствани, заедно със загубата на работна ръка и капитал. През 1981 г. БВП на Афганистан пада на 154,3 милиарда афгани от 159,7 милиарда през 1978 г. БВП на глава от населението спада от 7370 през 1978 г. до 6852 през 1981 г. Най-разпространената форма на икономическа активност по това време е селското стопанство. То съставлява 63% от БВП на страната през 1981 г., а 56% от работоспособното население работи в селското стопанство към 1982 г. Промишлеността съставлява 21% от БВП и се развива от 10% от работоспособното население на страната към 1982 г. Всички промишлени предприятия се държат от държавата. Секторът на услугите представлява 10% от БВП и в него работят около ⅓ от трудоспособното население. Платежният баланс, който е подобрен преди комунистическото управление, също е нарушен. Активното салдо намалява и става дефицитно към 1982 г., като достига минус 70,3 милиона щатски долара. Единствената икономическа дейност, която значително нараства по времето на управлението на Кармал, е износът и вносът.
Наджибула продължава икономическата политика на Кармал. Утвърждаването на връзките с Източния блок и СССР продължава, както и двустранната тръговия. Също така поощрява развитие на частния сектор в промишлеността. Петилетките, които са въведени през януари 1986 г., продължават до март 1991 г. – месец преди падането на правителството.